# UNCAF

CFU (arancio), CONCACAF (arancio + camel).

L’Unión Centroamericana de Fútbol (it. Unione calcistica del Centro America), meglio nota con l'acronimo UNCAF, è l'ente che governa il calcio nella regione calcistica del Centro America.
Raggruppa 7 nazioni affiliate alla FIFA ed è parte della CONCACAF.

## Membri
| Paese       | Federazione | Anno |
| ----------- | ----------- | ---- |
| Guatemala   | FENAFUTG    | 1961 |
| Honduras    | FENAFUTH    | 1961 |
| Panama      | FEPAFUT     | 1961 |
| Costa Rica  | FEDEFUTBOL  | 1962 |
| El Salvador | FESFUT      | 1962 |
| Nicaragua   | FENIFUT     | 1968 |
| Belize      | FFB         | 1986 |

## Competizioni

### Club
- CONCACAF Central American Cup